# 國光石化開發案
國光石化開發案，俗稱八輕，是臺灣國光石化在2005年提出的大型煉油廠開發案，原先預計在雲林離島工業區興建石化工業區，後因環評未通過而於2008年轉往彰化縣濁水溪口畔，不料遇上更嚴重的生態問題。2011年因多年的環評問題而放棄在台投資，原定轉往馬來西亞。但2013年時，因為美國成功開發頁岩氣開採技術導致傳統石化競爭力下降，預期相較之下最終會嚴重虧損，因而將開發計畫直接終止。

## 概要
國光石化開發案原來預定投資新台幣9,336億元，後來修正為新台幣6,325億元。工業區中含煉油廠、烯烴（Olefins）廠、芳香烴（Aromatics）廠及中下游工廠，其目的之一是搬遷原位於高雄市楠梓區的高雄煉油廠及其所屬之「第五套輕油裂解廠」。
2006年，陳水扁政府蘇貞昌擔任行政院院長後，宣布啟動「大投資、大溫暖」計畫，並將國光石化開發案列為該計畫重大開發案之一。2007年3月28日行政院財經小組會議，行政院副院長蔡英文因台塑大煉鋼廠開發案（台鋼案）及國光石化開發案環評冗長，對環保署開砲，要求環保署宜在兼顧環保、產業發展兼籌並顧的原則下，研議「簡化環評流程」並使之透明化，希望能加速完成國光石化開發案。
後來鑑於在雲林離島工業區建廠之環評、購地等各方面的困難，再加上彰化縣政府的積極爭取，2007年11月30日行政院副院長邱義仁決定國光石化自雲林縣台西鄉改至彰化縣大城鄉。2008年1月25日發函，將石化科技園區自雲林工業區移至彰化西南角海埔工業區；經濟部2008年3月18日函送行政院，經建會於2008月4月14日召開會議同意，並將彰化大城工業區列為國家重大計畫，藉以避免受禁止開發海埔新生地的保育禁令限制，以利此案能填海造陸興建國光石化園區。不過後來即將政權輪替，陳水扁政府臨時喊卡：行政院以「內閣即將改組，列為重大計畫茲事體大」為由，在2008年5月14日函覆指示經濟部，依未來國家整體規畫審視後再報院，把此一提案留待馬英九政府決定。
2008年5月20日政權輪替後，國光石化董事會於2008年6月24日決議將努力多年的雲林離島工業區建廠計畫轉向彰化縣大城鄉，但要求政府保證2015年能如期投產，否則股東將會撤資。據2008年12月1日報載，為了發展經濟，行政院以專案將國光石化開發案核定列為國家重大投資計畫。2011年4月3日，總統馬英九以及民進黨代表蘇貞昌和蔡英文參加在彰化的反國光石化餐會，馬英九因為不願簽署反國光石化承諾書，發言被主持人以及台下群眾打斷；蘇貞昌及蔡英文則是當場簽署反國光石化承諾書。
2011年4月22日，馬英九宣布不支持國光石化案在彰化縣繼續進行。雲林縣政府、高雄市政府憂心國光石化又重新移往轄內，也在隨後立即表態不歡迎國光石化案。

## 投資者
國光石化科技股份有限公司是由經濟部所屬國營事業台灣中油與民間業者共同組成，台灣中油為最大股東、持股比例達43%；兩大民股股東分別為遠東集團與長春集團，分別持股20%；中國人造纖維持有10%的股份，非石化業的富邦金控持股4%，和桐化學則持股3%。
2013年3月20日《中國時報》報導，前國光石化委員、和桐化學創辦人陳武雄指示和桐化學關係企業台灣優力流通詐貸新台幣18億元。由於陳武雄為聯貸保證人，檢方將擇日傳喚釐清案情，是否有背信、掏空等不法事件。

## 計畫概要
這項計畫包括一座日產30萬桶原油的煉油廠、年產120萬公噸乙烯的輕油裂解中心、年產80萬公噸的對二甲苯芳香烴中心、23座石化中下游工廠、14套汽電共生廠、以及含13座碼頭的工業專用港。地點位在大城鄉及芳苑鄉海岸，開發面積約2700公頃，後縮小開發規模為1900公頃，又改成補件再審。

## 開發爭議

### 支持意見
為了國家利益

### 反對意見
本來反對國光石化的是環保理由，環保及社運人士成功拖延國光石化後，恰巧世界能源情勢出現大變化的趨勢，股東們才發覺國光石化將會大虧本，因此喊停。若沒有反對者的拖延，股東們將面臨虧大錢的命運。

#### 中華白海豚族群
國光石化興建位置是中華白海豚位於台灣海峽東岸之族群（發現於2004年） 的棲息範圍，該族群的保育狀況在2008年被IUCN列為極危，因此這項計畫受到台灣蠻野心足生態協會、彰化縣環境保護聯盟、台灣媽祖魚保育聯盟等環保團體以及台灣綠黨的強烈批評。環保署於2010年6月9日召開會議，決定興建一條寬800公尺、水深五到十公尺的生態廊道，供中華白海豚遷徙；但此項計畫的可行性受到質疑：1990年代所興建的香港國際機場設有一條500公尺寬、專供白海豚遷徙的水道，但根據香港海豚保育學會會長洪家耀的觀察，白海豚似乎會避開那條水道。2010年7月7日，當時的行政院院長吳敦義為讓國光石化開發爭議平息，說「中華白海豚在台中港那段都會避過，何以在彰化就不能轉彎」，引來彰化縣環境保護聯盟理事長蔡嘉陽批評。

#### 高用水量及大城芳苑溼地
國光石化在高碳排、健康風險、濕地破壞及對當地漁農業的影響，以及與農業搶水等問題倍受議論。台大土木系教授李鴻源指出，彰化、雲林、嘉義三個縣一年要抽60億噸地下水，超抽廿億噸，造成地層嚴重下陷12公分；國光石化一天用水量超過整個彰化縣，「請問水要從哪裡來？」 為了解決用水問題，經濟部水利署計畫在大肚溪設置「大肚攔河堰」，但此計畫也遭所在地居民反對。同時，國光石化的經濟效益、耗能， 及中油的財務等方面也受質疑。
本案於2011年1月27日進行第四次專案小組審查會議，環評前夕為防止環評審查有條件通過，彰化高中2000多位學生在學校靜坐並投書報紙；而全國青年反國光石化聯盟也號召全台各地有志青年於環保署大門前守夜抗議，並在各大社群網站號召更多人來守護大城濕地。義守大學土木與生態工程學系教授林鐵雄與國立成功大學外國語文學系學生林琳聯名投書《自由時報》表示，本開發案所佔用的芳苑溼地若因開發而遭受到破壞，生態補償價格為新台幣5425億元。
馬英九於2011年4月4日下午3時抵達芳苑鄉濕地實地勘察，環保團體向馬英九表達反國光石化，部分支持國光石化興建的人士也到場表達意見。

#### 缺乏經濟競爭力
在2013年的評估顯示，美國頁岩氣開採成功，以頁岩氣的乙烷作乙烯原料，比傳統石油腦每公噸節省300至400美元，幾乎省一半成本；至2017年，利用頁岩氣為輕油裂解原料，將有1000萬噸乙烯的量產。國光石化股東因此對馬來西亞投資猶疑、打退堂鼓，甚至更有興趣前往美國投資。知情官員說，「中油更不敢貿然去馬來西亞投資（新台幣）4000億元，落得虧損下場，被監察院彈劾。」

## 外部連結
- 当石化遭遇湿地，南都娱乐周刊。2011.05.23（简体中文）
- 台灣優力加油站 爆詐貸18億